# WWE 2007 SmackDown vs Raw
WWE 2007 SmackDown vs Raw は、アメリカ合衆国のプロレス団体WWEを題材としたプロレスゲームである。対応機種はPS2、Xbox 360、PSPで、日本では2007年1月25日に発売された（PSP版は2007年2月22日発売）。
WWEの監修のもと、WWEのテレビ放送であるSMACKDOWN!、RAWに所属するスーパースターが実名で登場する。

## 登場スーパースター

### RAW
- ビッグ・ショー
- カリート
- チャボ・ゲレロ
- クリス・マスターズ
- デバリ
- エッジ
- ジョン・シナ
- ケイン
- カート・アングル
- ランス・ケイド
- リック・フレアー
- ロブ・ヴァン・ダム
- ショーン・マイケルズ
- シェルトン・ベンジャミン
- ジーン・スニツキー
- トレバー・マードック
- トリプルH
- ウマガ
- ヴィセラ
- キャンディス・ミシェル(DIVA)
- リタ(DIVA)
- ミッキー・ジェームス(DIVA)
- トリー・ウィルソン(DIVA)
- トリッシュ・ストラタス(DIVA)

### Smack Down!
- バティスタ
- ボビー・ラシュリー
- ブッカー・T
- クリス・ベノワ
- フィンレー
- グレゴリー・ヘルムズ
- ハードコア・ホーリー
- ＪＢＬ
- ジョーイ・マーキュリー
- ジョニー・ナイトロ
- ケン・ケネディ
- キッド・キャッシュ
- マーク・ヘンリー
- マット・ハーディー
- ポール・バーチル
- シコシス
- ランディ・オートン
- レイ・ミステリオ
- スペル・クレイジー
- ブギーマン
- グレート・カリ
- ジ・アンダーテイカー
- ヴィトー
- ウィリアム・リーガル
- ジリアン・ホール(DIVA)
- メリーナ(DIVA)

### Legend
- バンバン・ビガロ
- ブレット・ハート
- カクタス・ジャック
- デュード・ラブ
- ダスティ・ローデス
- エディ・ゲレロ
- ハルク・ホーガン
- ジェリー・ローラー
- ジム・ナイドハート
- マンカインド
- ミック・フォーリー
- ミスター・パーフェクト
- ロディ・パイパー
- シェイン・マクマホン
- ストーン・コールド・スティーブ・オースチン
- タズ
- ザ・ロック

## 使用曲
- "Alive and Kicking" (Nonpoint)
- "Animal I Have Become" (Three Days Grace)
- "Bullet With a Name" (Nonpoint)
- "Forgive Me" (Versus The World)
- "I Ain't Your Savior" (Bullets and Octane)
- "Lonely Train" (Black Stone Cherry)
- "Money in the Bank" (Lil Scrappy)
- "Riot" (Three Days Grace)
- "Stitches" (Allele)
- "Survive" (Rise Against)
- "The Champ" (Ghostface Killah)
- "The Enemy" (Godsmack)